# Гофер-поліфем
Гофер-поліфем (Gophères polyphèmes) — вид черепах з роду Гофери родини Суходільні черепахи. Інші назви «флоридський гофер», «звичайний гофер», «черепаха-гофер».

## Опис
Загальна довжина коливається від 24 до 34 см, вага 2—6 кг. Невисокий, іноді трохи горбкуватий панцир. Голова дещо витягнута, велика. Панцир трохи горбкуватий. Має здебільшого овальну форму, доволі масивний. Забарвлення буре з нечіткими світлими плямами.

## Спосіб життя
Полюбляє сухі піщані місцевості, дюни, соснові рідколісся на пісках, піщані пустелі. Широкими й сильними передніми ногами вона риє довгі нори, від 3 до 12 м. Хід нори опускається похило, доходячи до твердих шарів або закінчуючись над ґрунтовими водами. У низці районів черепахи досить численні, і їхні нори надають ландшафту своєрідний вигляд. У норах черепах поселяються різні дрібні тварини, головним чином членистоногі, але також жаби, змії, кролики, щури, опосуми, єноти.
Харчується зеленою рослинністю, фруктами, зрідка з'їдають комах. Живуть поодинці, але на годівлі можна бачити групи з 10—20 черепах, що «пасуться» стадом на кшталт худоби.
Протягом літа, з квітня по червень, самиці відкладають по 4–7 яєць, зрідка 25. Інкубаційний період триває від 90 до 110 діб.
Місцеві жителі вживають м'ясо гофера в їжу, продають їх на ринках у невеликих містах півдня США. Про це свідчать і напівжартівливій місцеві назви цієї черепахи: «флоридський курча», «джорджийський бекон» тощо Чисельність черепахи-гофера помітно зменшується, і в деяких місцях вже введені обмеження по її відловлювання та продажу.

## Розповсюдження
Мешкає у штатах США: Південна Кароліна, Джорджія, Алабама, Флорида, Луїзіана, Міссісіпі.